# Pagurus parvispina
Pagurus parvispina is een tienpotigensoort uit de familie van de Paguridae. De wetenschappelijke naam van de soort is voor het eerst geldig gepubliceerd in 1997 door Komai.